# Sinonyx
Sinonyx es un género extinto de mamíferos ungulados que existió hace 56 millones de años en China. Era una forma primitiva de mesoniquio considerado por algunos investigadores un grupo particular de carnívoros condilartros que dieron origen a los artiodáctilos.  La única especie descrita, Sinonyx jiashanensis, fue descubierta por Philip D. Gingerich, en la provincia de Anhui, China.  
Sinonyx tenía cerca de 1,5 metros de longitud con la cabeza grande y alargada, piernas cortas y pequeños cascos en todos los dedos. Tenía una constitución fuerte y resistente, y estaba bien equipado para procurarse su alimento capturando presas de movimientos lentos o buscar carroña en la orilla del mar. El número de dientes correspondía al de un mamífero primitivo (44) y la dentadura era heterodonta. Los molares eran estrechos y cortantes, especialmente en la mandíbula, pero tenían múltiples cúspides. El cráneo era relativamente grande con el hueso occipital alargado y la cresta sagital prominente, pero contenía un cerebro de pequeño tamaño. La gran cresta sagital predice una mordida poderosa, al ser el sitio de inserción de los músculos que van a al maxilar inferior.

## Similitud deSinonyxcon los cetáceos

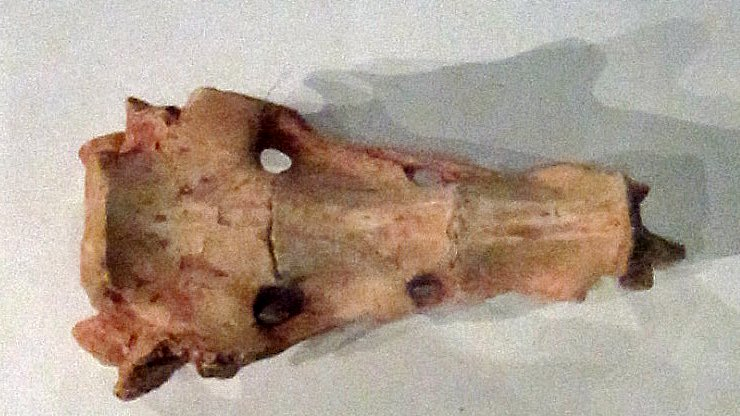
Sacro de Sinonyx.

Basándose en datos morfológicos se creyó inicialmente que Sinonyx era un ancestro directo de los cetáceos, pero el descubrimiento de extremidades anteriores bien conservadas de cetáceos basales y los análisis de ADN indican que los cetáceos se encuentran se encuentran más emparentados con los hipopótamos y otros artiodáctilos que con los mesoniquios. A pesar de que algunos investigadores no creen que Sinonyx sea un ancestro de los cetáceos, la razón para haber llegado a esta conclusión se expone a continuación: el hocico alargado de Sinonyx jiashanensis' y la forma de los dientes es atípica al compararla con otros mesoniquios, peros son caracteres comunes en los cetáceos primitivos. El hocico alargado se relaciona con una dieta piscívora y se trata de una adaptación que constituyera la base de la forma de vida especializada de los cetáceos. Los dientes de forma triangular tenía una cúspide prominente al centro y dos laterales del mismo tamaño, de modo similar a los cetáceos. Otras similitudes comprenden la pérdida de la clavícula y huesos especializados de los miembros anteriores. Los únicos ungulados carnívoros que se conocen fueron los mesoniquios y a pesar que muchos misticetos son filtradores de zooplancton, no son herbívoros. Otra característica de Sinonyx jiashanensis común con los cetáceos es el gran tamaño del agujero yugular.
La transición entre mesoniquios y cetáceos es fácil de seguir a partir de la evidencia fósil. Los mesoniquios eran con frecuencia habitantes costeros que cazaban en tierra y aguas someras, siendo fácil imaginar que algunos se adaptaran rápidamente a vivir en el océano. Formas transicionales como Ambulocetus y Pakicetus especialmente emparentados, recuerdan a los mesoniquios por sus patas por completo funcionales y morfología dental similar. Pakicetus tenía un diseño corporal similar, pero la cabeza tenía mayor similitud con la de los arqueocetos.